# Jankowiec
Jankowiec (deutsch Jonasdorf) ist ein Ort in der polnischen Woiwodschaft Ermland-Masuren. Er gehört zur Gmina Ostróda (Landgemeinde Osterode in Ostpreußen) im Powiat Ostródzki (Kreis Osterode in Ostpreußen).

## Geographische Lage
Jankowiec liegt am Poburzener Wasser (polnisch Poburzanka) im Westen der Woiwodschaft Ermland-Masuren, zehn Kilometer südlich der Kreisstadt Ostróda (deutsch Osterode in Ostpreußen).

## Geschichte
Im Jahre 1416 wurde Johnasdorf erstmals erwähnt. In seinem Kern bestand das Dorf aus ein paar mittleren und kleinen Höfen. Die Landgemeinde Jonasdorf kam 1874 zum neu errichteten Amtsbezirk Groß Nappern (polnisch Naprom) im ostpreußischen Kreis Osterode.
Im Jahre 1910 zählte Jonasdorf 69 Einwohner. Ihre Zahl belief sich 1933 auf 64 und steigerte sich bis 1939 auf 87.
In Kriegsfolge kam Jonasdorf 1945 mit dem gesamten südlichen Ostpreußen zu Polen. Das Dorf erhielt die polnische Namensform „Jankowiec“ und ist heute als „część wsi Rudno“ (= „Teil des Dorfs Rudno“) in die Landgemeinde Ostróda (Osterode i. Ostpr.) eingegliedert, bis 1998 der Woiwodschaft Olsztyn, seither der Woiwodschaft Ermland-Masuren zugehörig.

## Kirche
Bis 1945 war Jonasdorf in die evangelische Kirche Groß Schmückwalde (polnisch Smykowo) in der Kirchenprovinz Ostpreußen der Kirche der Altpreußischen Union, außerdem in die römisch-katholische Kirche Osterode i. Ostpr. (polnisch Ostróda) eingepfarrt.
Heute gehört Jankowiec evangelischerseits zur Kirchengemeinde in Ostróda in der Diözese Masuren der Evangelisch-Augsburgischen Kirche in Polen sowie katholischerseits zur Pfarrei Brzydowo (Seubersdorf) mit der Filialkirche Smykówko (Klein Schmückwalde) im Erzbistum Ermland.

## Verkehr
Jankowiec ist auf einer Nebenstraße zu erreichen, die bei Smykowo (Groß Schmückwalde) von der Kreisstraße (polnisch Droga powiatowa (DP)) 1232N abzweigt und bis nach Pobórze (Poburzen) führt. Eine Bahnanbindung besteht nicht.